# Fonction de masse (probabilités)
Pour les articles homonymes, voir fonction de masse.
En théorie des probabilités, la fonction de masse est la fonction qui donne la probabilité de chaque issue (c.-à-d. résultat élémentaire) d'une expérience aléatoire. C'est souvent ainsi que l'on définit une loi de probabilité discrète. Elle se distingue de la fonction de densité, c.-à-d. de la densité de probabilité, en ceci que les densités de probabilité ne sont définies que pour des variables aléatoires absolument continues, et que ce sont leurs intégrales sur des domaines qui ont valeurs de probabilités (et non leurs valeurs en des points).

## Fonction de masse d'une loi de probabilité
Soit {\displaystyle (\Omega ,{\mathcal {A}},\mathbb {P} )} un espace probabilisé.

La loi de probabilité d'une variable aléatoire discrète. Le support est composé des singletons {1}, {3}, et {7}. Les probabilités associées sont respectivement 0,20, 0,50, et 0,30. Un ensemble ne contenant pas ces points se voit attribuer une probabilité nulle.

On appelle fonction de masse de {\displaystyle \mathbb {P} ,} et on note {\displaystyle p,} la fonction de {\displaystyle \Omega } dans {\displaystyle [0,1]} définie par :
{\displaystyle \forall \omega \in \Omega ,\quad p(\omega )={\begin{cases}\mathbb {P} {\big (}\{\omega \}{\big )}&{\text{si }}\{\omega \}\in {\mathcal {A}},\\0&{\text{si }}\{\omega \}\notin {\mathcal {A}}.\end{cases}}}
Si {\displaystyle \mathbb {P} } est discrète, alors pour tout {\displaystyle A\in {\mathcal {A}}:}
{\displaystyle \mathbb {P} (A)=\sum _{\omega \in A\cap \Omega _{a}}p(\omega )=\sum _{\omega \in \Omega _{a}}p(\omega )\delta _{\omega }(A),}
où {\displaystyle \Omega _{a}\subset \Omega } est l'ensemble des atomes de {\displaystyle \mathbb {P} ,} et {\displaystyle \delta _{\omega }} la mesure de Dirac au point {\displaystyle \omega .}

### Exemple

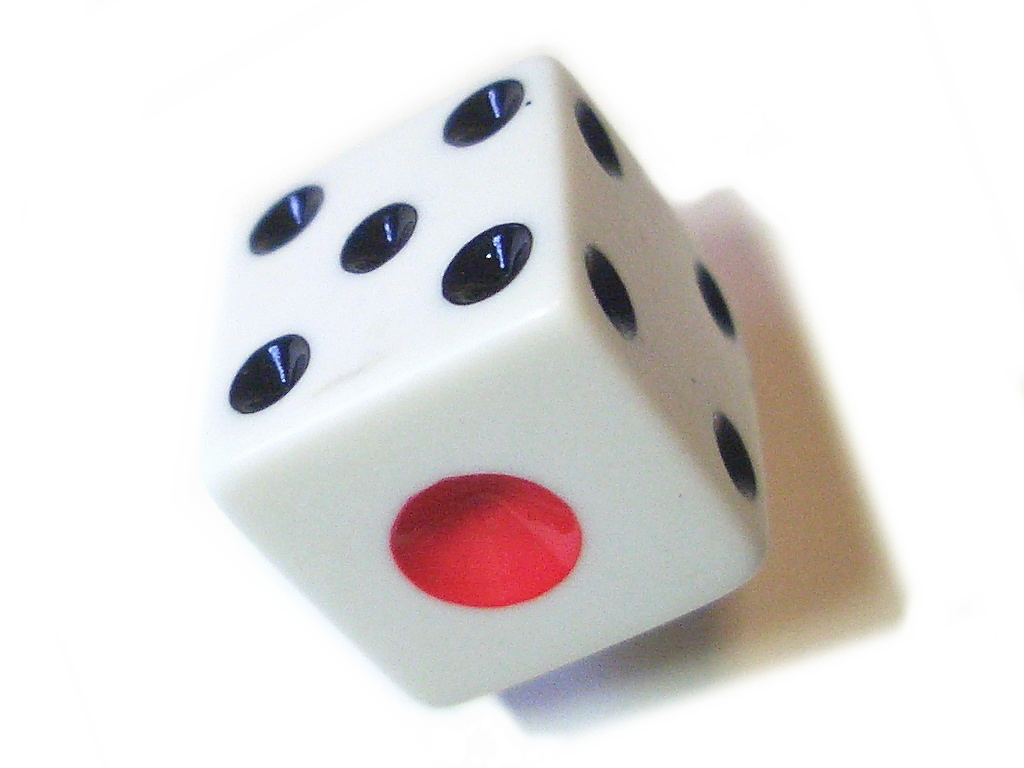
Un dé asiatique à six faces.

Lançons un dé équilibré à six faces. On a :
- L'univers des issues possibles est {\displaystyle \Omega =\{1,2,3,4,5,6\}.}
- La tribu des événements possibles est {\displaystyle {\mathcal {A}}={\mathcal {P}}{\big (}\{1,2,3,4,5,6\}{\big )}} (par exemple ; l'important est que {\displaystyle {\mathcal {A}}} soit une tribu (sur {\displaystyle \{1,2,3,4,5,6\}}) qui contienne au moins les événements physiquement possibles de l'expérience aléatoire).

Le dé n'est pas pipé, donc les six issues possibles sont équiprobables ; or {\displaystyle \mathbb {P} {\big (}\{1,2,3,4,5,6\}{\big )}=1,} donc chacune d'elles a la probabilité {\displaystyle {\tfrac {1}{6}}.}
Dans cet exemple simple : {\displaystyle \forall \omega \in \{1,2,3,4,5,6\},\ \{\omega \}\in {\mathcal {P}}{\big (}\{1,2,3,4,5,6\}{\big )}.}
Donc la fonction de masse de {\displaystyle \mathbb {P} ,} notée {\displaystyle p,} de {\displaystyle \{1,2,3,4,5,6\}} vers {\displaystyle [0,1],} est définie par :
{\displaystyle \forall \omega \in \{1,2,3,4,5,6\},\quad p(\omega )=\mathbb {P} {\big (}\{\omega \}{\big )}={\tfrac {1}{6}}.}
(Voir l'article Loi uniforme discrète pour une présentation mathématiquement un peu différente du lancer d’un même dé équilibré à six faces.)

## Fonction de masse d'une loi de probabilité associée à une variable aléatoire
Soit {\displaystyle (\Omega ,{\mathcal {A}},\mathbb {P} )} un espace probabilisé, {\displaystyle ({\textsf {X}},{\mathcal {B}})} un espace probabilisable, et {\displaystyle X:\Omega \longrightarrow {\textsf {X}}} une variable aléatoire.
On appelle fonction de masse de {\displaystyle \mathbb {P} _{X},} et on note {\displaystyle p_{X},} la fonction de {\displaystyle {\textsf {X}}} dans {\displaystyle [0,1]} définie par :
{\displaystyle {\begin{aligned}\forall x\in {\textsf {X}},\quad p_{X}(x)&={\begin{cases}\mathbb {P} _{X}(\{x\})&{\text{si }}\{x\}\in {\mathcal {B}},{\color {royalblue}^{\mathbf {[} {\text{information douteuse}}\mathbf {]} }}\\0&{\text{si }}\{x\}\notin {\mathcal {B}}\ ;{\color {royalblue}^{\mathbf {[} {\text{information douteuse}}\mathbf {]} }}\end{cases}}\\&={\begin{cases}\mathbb {P} _{X}(\{x\})&{\text{si }}x\in X(\Omega ),{\color {royalblue}^{\mathbf {[} {\text{information douteuse}}\mathbf {]} }}\\0&{\text{si }}x\notin X(\Omega ).\end{cases}}\end{aligned}}}
{\displaystyle \forall x\in {\textsf {X}},\quad p_{X}(x)={\begin{cases}\mathbb {P} _{X}{\big (}\{x\}{\big )}~~~{\text{(possiblement 0)}}&{\text{si }}(X=x)\in {\mathcal {A}},{\color {royalblue}^{\mathbf {[} {\text{suggestion de rectification}}\mathbf {]} }}\\0&{\text{si }}(X=x)\notin {\mathcal {A}}.{\color {royalblue}^{\mathbf {[} {\text{suggestion de rectification}}\mathbf {]} }}\end{cases}}}
Si {\displaystyle X} est discrète, alors pour tout {\displaystyle B\in {\mathcal {B}}:}
{\displaystyle \mathbb {P} _{X}(B)=\sum _{x\in B\cap {\textsf {X}}_{a}}p_{X}(x)=\sum _{x\in {\textsf {X}}_{a}}p_{X}(x)\delta _{x}(B),}
où {\displaystyle {\textsf {X}}_{a}\subset {\textsf {X}}} est l'ensemble des atomes de {\displaystyle \mathbb {P} _{X},} et {\displaystyle \delta _{x}} la mesure de Dirac au point {\displaystyle x.}
Le théorème de transfert donne, pour toute fonction {\displaystyle \varphi :{\textsf {X}}\longrightarrow \mathbb {R} :}
{\displaystyle \mathbb {E} {\big (}\varphi (X){\big )}=\sum _{x\in {\textsf {X}}_{a}}\varphi (x)p_{X}(x).}
Pour une loi continue, la fonction de masse est la fonction nulle, donc elle n'est pas pertinente. Si une loi continue n'est pas singulière (c.-à-d. si elle est absolument continue), on utilise sa densité de probabilité.

### Exemple
Lançons une pièce de monnaie équilibrée ; soit {\displaystyle X} la variable aléatoire identifiant les résultats « pile » à 0 et « face » à 1. On a :
- L'univers des issues possibles est {\displaystyle \Omega =\{\mathrm {pile} ,\mathrm {face} \}.}
- {\displaystyle {\textsf {X}}=\mathbb {R} } (par exemple ; l'important est que {\displaystyle {\textsf {X}}\supset X{\big (}\{\mathrm {pile} ,\mathrm {face} \}{\big )}=\{0,1\},} puisque {\displaystyle X:\{\mathrm {pile} ,\mathrm {face} \}\longrightarrow {\textsf {X}}}).
- La tribu des événements possibles est {\displaystyle {\mathcal {A}}={\mathcal {P}}{\big (}\{\mathrm {pile} ,\mathrm {face} \}{\big )}} (par exemple ; l'important est que {\displaystyle {\mathcal {A}}} soit une tribu (sur {\displaystyle \{\mathrm {pile} ,\mathrm {face} \}}) qui contienne au moins les événements physiquement possibles de l'expérience aléatoire).
- {\displaystyle {\mathcal {B}}={\mathcal {P}}(\mathbb {R} )} (par exemple ; l'important est que {\displaystyle {\mathcal {B}}} soit une tribu (sur {\displaystyle \mathbb {R} }) qui contienne au moins l'image directe par {\displaystyle X} des événements physiquement possibles).

La pièce n'est pas biaisée, donc les deux issues possibles sont équiprobables ; or {\displaystyle \mathbb {P} {\big (}\{\mathrm {pile} ,\mathrm {face} \}{\big )}=1,} donc {\displaystyle \mathbb {P} {\big (}\{\mathrm {pile} \}{\big )}=\mathbb {P} {\big (}\{\mathrm {face} \}{\big )}={\tfrac {1}{2}},} c.-à-d. {\displaystyle \mathbb {P} _{X}{\big (}\{0\}{\big )}=\mathbb {P} _{X}{\big (}\{1\}{\big )}={\tfrac {1}{2}}.}
Donc la fonction de masse de {\displaystyle \mathbb {P} _{X},} notée {\displaystyle p_{X},} de {\displaystyle \mathbb {R} } vers {\displaystyle [0,1],} est définie par :
{\displaystyle \forall x\in \mathbb {R} ,\quad p_{X}(x)={\begin{cases}{\tfrac {1}{2}}&{\text{si }}x\in \{0,1\},\\0&{\text{si }}x\notin \{0,1\}.\end{cases}}}
Dans cet exemple simple : {\displaystyle (X=0)\Leftrightarrow (\omega ={\text{pile}}),} qui {\displaystyle \in {\mathcal {A}}\ ;(X=1)\Leftrightarrow (\omega ={\text{face}}),} qui {\displaystyle \in {\mathcal {A}}\ ;} et {\displaystyle \forall x\notin \{0,1\},\ (X=x)\Leftrightarrow \{\omega \}=\emptyset ,} qui {\displaystyle \in {\mathcal {A}}\ ;} donc la fonction de masse {\displaystyle p_{X}} de {\displaystyle \mathbb {P} _{X}} est aussi définie par :
{\displaystyle \forall x\in \mathbb {R} ,\quad p_{X}(x)=\mathbb {P} _{X}{\big (}\{x\}{\big )}~~~{\text{(possiblement 0)}}.}
{\displaystyle X} est une variable aléatoire discrète, sa loi de probabilité associée {\displaystyle \mathbb {P} _{X}} est la loi de Bernoulli de paramètre {\displaystyle {\tfrac {1}{2}}.}